# Cheick Alan Diarra
Cheick Alan Diarra (Lione, 23 giugno 1993) è un calciatore francese con cittadinanza maliana, centrocampista del Trélissac.

## Carriera
Ha giocato nella massima serie dei campionati moldavo e slovacco.